# Etheostoma spectabile
Etheostoma spectabile è un piccolo pesce d'acqua dolce appartenente alla famiglia Percidae.

## Distribuzione e habitat
Questa specie è diffusa in America del Nord, nel Lago Eire e nell'area centro meridionale del bacino idrografico del Mississippi (dal Michigan al Texas, qui localizzata nei corsi d'acqua dell'Altopiano Edwards), dove vive nelle acque basse, a fondale ghiaioso o fangoso di ruscelli, torrenti, stagni e piccoli corsi d'acqua.

## Descrizione
Presenta un corpo allungato e compresso ai fianchi, con testa triangolare e occhi grandi. Possiede due pinne dorsali, la prima è bassa e retta da raggi grossi, la seconda è alta, opposta e simmetrica alla pinna anale. Le pinne ventrali e pettorali sono ampie. La pinna caudale è a delta. Il dimorfismo sessuale è evidente: la livrea maschile presenta testa ocra, con marezzature nere, gola arancione, corpo con fasce blu scure e chiazze irregolari rosso vivo. La prima pinna dorsale è rossa, orlata di blu, con una sottile linea bianca tra i due colori. La seconda presenta chiazze rosse e blu alla radice, per poi divenire rossa, con bordo trasparente. Le pinne pettorali sono trasparenti. Le altre pinne sono azzurro scuro, tendenti al trasparente. 

La femmina invece è interamente color ocra chiaro, con una sottile linea bruna che attraversa orizzontalmente l'occhio e prosegue, spezzata, lungo la linea laterale; il resto del corpo è marezzato finemente di bruno. Le pinne sono trasparenti, con sottili linee rosse o brune. 

Raggiunge una lunghezza massima di 7,2 cm.

## Riproduzione
Durante il periodo riproduttivo il maschio presenta una livrea più sgargiante e accentuata. Le uova dopo la fecondazione sono lasciate cadere sul fondo fangoso o ghiaioso. Non vi sono cure parentali.

## Alimentazione
Si nutre di larve di insetti, insetti, anellidi e piccoli crostacei (isopodi, anfipodi e ostracodi)